# 蒸压灰砂砖
蒸压灰砂砖是以石灰、砂为主要原料制成的建筑用砖头。

## 生产方法
蒸压灰砂砖的主要材料是砂（约占90%）和石灰（接近10%），以及一些配色原料，经过坯料制备、压制成型、蒸压养护三个阶段制成。砖体有实心和空心两种。

## 用途
蒸压灰砂砖作为楼房建筑的材料，约在2001年起大量采用，但由于使用蒸压灰砂的建筑容易出现墙体裂缝，2011年开始中国国内部分地区已经禁用。